# Штольце, Эрвин
Эрвин Штольце (нем. Erwin Stolze, 1891, Берлин, Германская империя — 1952, Москва, Советский Союз) — офицер военной разведки и контрразведки нацистской Германии, полковник.

## Биография
В 1914 записался добровольцем в армию и до 1918 воевал на Западном и Восточном фронтах в артиллерийском полку. Назначался в дозоры, допрашивал пленных или перебежчиков. После капитуляции продолжил прерванную войной учёбу. Накопил немного денег, подрабатывая продавцом в магазине канцтоваров и служащим в магистрате Шарлоттенбурга, и рассчитывал завершить образование зимой 1922/1923. Однако гиперинфляция в Германии растворила его сбережения.
В апреле 1923 года поступил на службу в Абвер. До 1936 он работал в Абвер-І и специализировался на организации разведки в странах вероятного противника Восточной и Юго-Восточной Европы: Чехословакия, Венгрия, Румыния, Югославия, Болгария, западные регионы СССР. В 1937 был переведён в Абвер-ІІ, где отвечал за обеспечение и проведение диверсионных операции за рубежом. До августа 1944 исполнял обязанности заместителя начальника 2-го отдела Управления Аусланд/Абвер/ОКВ Лахузена. В это же время, начиная с февраля 1944, сотрудничал с РСХА, а в сентябре 1944 состоялся его официальный перевод в Главное управление имперской безопасности с назначением на пост руководителя секретного «явочного пункта Берлин». В обязанности Штольце была вменена организация спецподразделений для ведения диверсионных действий в тылу наступающих союзнических войск — в первую очередь в тылу РККА.
Арестован 29 мая или 31 мая 1945 в Берлине, офицерский патруль 2-й Гвардейской танковой дивизии задержал как подозрительную личность, пытавшегося скрыться среди развалин домов. В оборудованном со всей тщательностью убежище были найдены запасы продуктов, оружие, документы.
Ему подчинялись многие агенты, в основном белогвардейцы и украинские националисты, в том числе А. А. Мельник и С. А. Бандера, про которых он говорил в своих показаниях после ареста. На Нюрнбергском процессе показания Штольцы были приобщены к эпизоду «Агрессия против СССР». Выдержки из этих показаний:
Мною лично было дано указание руководителям украинских националистов, германским агентам Мельнику (кличка «Консул-1») и Бандере организовать сразу же после нападения Германии на Советский Союз провокационные выступления на Украине с целью подрыва ближайшего тыла советских войск, а также для того, чтобы убедить международное общественное мнение в происходящем якобы разложении советского тыла.Мельник доказывал, что он по преемству получил от Коновальца руководство националистическим движением и просил помочь ему остаться в этом руководстве для единства организации. Здесь Мельник обещал принять все меры для примирения с Бандерой. Несмотря на то, что во время моей встречи с Мельником и Бандерой оба они обещали принять все меры к примирению, я лично пришел к выводу, что это примирение не состоится из-за существенных различий между ними. Если Мельник спокойный, интеллигентный чиновник, то Бандера — карьерист, фанатик и бандит."…В октябре 1939 года я с Лахузеном привлек Бандеру к непосредственной работе в абвере. По своей характеристике Бандера был энергичным агентом и одновременно большим демагогом, карьеристом, фанатиком и бандитом, который пренебрегал всеми принципами человеческой морали для достижения своей цели, всегда готовый совершить любые преступления. Агентурные отношения с Бандерой поддерживал в то время Лахузен, я — полковник Эрвин Штольце, майор Дюринг, зондерфюрер Маркерт и другие… 
Приговором Военного трибунала МВО 17 января 1952 года приговорён к расстрелу. Поданная кассация оставлена без удовлетворения.
Приговор приведён в исполнение 26 марта 1952 года.